# 瑞秋·薇拉
瑞秋·貝拉（英語：Rachael Bella，1984年3月13日—），美國女演員，在電影《七夜冤靈》飾演貝卡·科特勒的一角而聞名。

## 經歴
瑞秋·貝拉在美國聖莫尼卡長大現在最新演出作品是2007年的惡搞恐怖片《Drive-Thru》，曾是搖滾樂隊American Gun的成員，她也出現在其他各種電影和電視節目如Law & Order: Special Victims Unit、魔法奇兵、高校風雲 (電視劇)和靈喚追兇等。

## 私人生活
瑞秋·貝拉在2006年4月嫁給了愛德華·弗朗，她在2006年的電影《占美與茱迪》中與愛德華·弗朗共演認識，生下了兒子。2009年7月6日在洛杉磯地區法院申請離婚，瑞秋·貝拉被愛德華·弗朗多次恐嚇，瑞秋·貝拉並申請了禁制令不給愛德華·弗朗接近她，在2011年1月弗朗告訴法官，自己是破產，不能支付兒子撫養費。

## 電影與電視劇
| 年份   | 片名                                 | 角色                | 备注              |
| 1993年 | 《愛，尊重和服從: 最後的黑手黨婚姻》 | 少女的加加          |                   |
| 1993年 | 《家庭聖徒》                         | 少女的修女桑坦·戈羅 |                   |
| 1993年 | 《才怪》                             | 魯絲                |                   |
| 1994年 | 《消防格雷斯（電視劇）》             |                     |                   |
| 1995年 | 《小公主》（1995年電影）》           | 小公主              |                   |
| 1995年 | 《W.E.I.R.D.世界》                   | 蘇絲                |                   |
| 1996年 | 《The Crucible 》                    | 貝蒂·帕里斯         |                   |
| 1997年 | 《The Blood Oranges》                |                     |                   |
| 1997年 | 《惡魔兒童》                         | 年輕的尼克          |                   |
| 2001年 | 《實踐》                             | 麗莎·馬修斯         |                   |
| 2002年 | 《第一個星期一》                     |                     |                   |
| 2002年 | 《吸血鬼獵人巴菲》（電視連續劇）     |                     |                   |
| 2002年 | 《七夜冤靈》（2002年電影）》         | 貝卡                |                   |
| 2002年 | 《法律與秩序: 特殊受害者》           | Jackie Landricks    |                   |
| 2003年 | 《靈喚追兇》                         |                     |                   |
| 2004年 | 《高校風雲 (電視劇)》                | 加里                |                   |
| 2004年 | 《American Gun》                     | Haille              |                   |
| 2006年 | 《占美與茱迪》                       | 茱迪                | 中認識愛德華·弗朗 |
| 2006年 | 《好人》                             | 莉賽                |                   |
| 2007年 | 《Drive Thru》                       | Starfire            |                   |

## 資料來源
1. ↑  .   [2012-05-15]. （原始内容存档于2020-11-27）.
2. ↑  Edward Furlong – Furlong Celebrates Sobriety With New Son （页面存档备份，存于）. Contactmusic.com (2006-12-01). Retrieved on 2011-06-26.

## 外部連結
- （页面存档备份，存于）
- 瑞秋·貝拉yahoo!uk圖片